# Harap

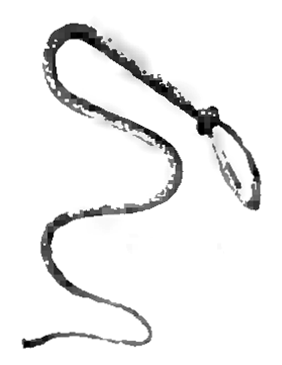
Harap

Harap (niem. herab! – „tutaj!”) – okrzyk myśliwych odpędzających psy od ubitej zwierzyny, a także dawny bat myśliwski, służący do karcenia nieposłusznych psów.
Ten dawny bicz o krótkiej rękojeści, najczęściej wykonanej z sarniej nogi, wykonany był z długiego splotu rzemieni, zwężających się stopniowo i zakończonych tak zwaną „trzaskawką” z włosia końskiego i włókna konopi. Używany był zwłaszcza przy polowaniach par force z użyciem sfory psów gończych. Znane było powiedzenie „po harapie”  oznaczające „poniewczasie”, „po wszystkim”.
25 marca 1908 roku w bramie kamienicy Tenczerowskiej w Krakowie, w której na piętrze znajdowała się kawiarnia Sauera (na rogu ulic Szczepańskiej i Sławkowskiej) lekarz Zygmunt Ludmiński przy pomocy myśliwskiego harapa znieważył czynnie radcę Stanisława Bugajskiego, naczelnika sądu w podkrakowskich Liszkach, co spowodowało wniesienie tego wydarzenia na wokandę sądową.